# Амстердам (филм)
Амстердам (енгл. Amsterdam) је историјски и хумористички филм из 2022. године, који је режирао, написао и продуцирао Дејвид О. Расел. Кристијан Бејл, Марго Роби и Џон Дејвид Вошингтон предводе велику ансамблску поделу улога коју чине: Крис Рок, Анја Тејлор Џој, Зои Салдана, Мајк Мајерс, Мајкл Шенон, Тимоти Олифант, Андреа Рајзборо, Тејлор Свифт, Матјас Схунартс, Алесандро Нивола, Рами Малек и Роберт де Ниро. Темељи се на теорији завере, те прати троје пријатеља — доктора, медицинску сестру и адвоката — који су уплетени у мистериозно убиство сенатора САД током 1930-их.
Премијерно је приказан 18. септембра 2022. године у Њујорку, док је 7. октобра пуштен у биоскопе у САД, односно 6. октобра у Србији.

## Радња
Радња смештена у 1930-е, прати троје пријатеља који су сведоци убиства, те постају осумњичени и откривају једну од најневероватнијих завера у америчкој историји.

## Улоге
| Глумац               | Улога               |
| -------------------- | ------------------- |
| Кристијан Бејл       | Берт Берендсен      |
| Марго Роби           | Валери Воуз         |
| Џон Дејвид Вошингтон | Харолд Вудсман      |
| Крис Рок             | Милтон Кинг         |
| Анја Тејлор Џој      | Либи Воуз           |
| Зои Салдана          | Ирма Сент Клер      |
| Мајк Мајерс          | Пол Кантербери      |
| Мајкл Шенон          | Хенри Норкрос       |
| Тимоти Олифант       | Тарим Милфакс       |
| Андреа Рајзборо      | Беатрис Ванденхувел |
| Тејлор Свифт         | Елизабет Микинс     |
| Матјас Схунартс      | Лем Гетвилер        |
| Алесандро Нивола     | детектив Хилц       |
| Рами Малек           | Том Воуз            |
| Роберт де Ниро       | Гил Диленбек        |
| Ед Бегли Млађи       | Бил Микинс          |
| Лиланд Орсер         | господин Невинс     |
| Том Ирвин            | господин Белпорт    |
| Бет Грант            | госпођа Диленбек    |
| Колин Камп           | Ева От              |